# 鍵 (小說)
《鍵》，日本作家谷崎潤一郎的長篇小說，1956年在日本《中央公論》雜誌首度刊載，二、三、四月號中止，五月號又繼續連載。

## 概要
日文的「鍵」是鑰匙，是打開丈夫及妻子雙方日記的鑰匙，也是指開啟情慾之門的鑰匙。故事中登場人物有4人，日記中的「我」、妻子「郁子」、女兒「敏子」，以及女兒的男朋友「木村」。56歲的「我」也就是安西教授身體日漸衰老，無法滿足45歲的美艷妻子郁子生理需求，他把跟妻子做愛的過程寫在日記中，又將放日記的鑰匙假裝不經意給了妻子，讓妻子得以偷竊日記。日記在4月15日中斷，17日「我」突發腦溢血，5月2日病逝。
安西安排女兒敏子的年輕男友木村引誘妻子，慫恿其接近妻子，自己從中妒嫉而增強了性慾，妻子郁子也假裝受騙，以從木村那裡得到快感。甚至用相機拍下妻子的裸體照片。隨著故事的發展，女兒加入演戲的行列，她安排木村與繼母幽會的旅館，扮演深沉而詭譎的角色。郁子在日記裡一直強調自己和木村並沒有越過「最後的一道防線」。最終安西教授卻因房事過頻猝死，丈夫辭世後，妻子在日記裡表白，她已和木村逾越最後一道防線。日記的結尾，留下許多想像空間： 
|  | 依木村的計畫，採取今後會找尋適當時期和敏子結婚的形式，和「我」三人住在這個家，而敏子為了維護世俗的門面，甘願為母親而犧牲……。 |

日本名作家後藤明生說，《鍵》是谷崎潤一郎前三名經典之作，“置於世界文學之中，亦屬傑作”。

## 改編
1997年日本導演池田敏春把《鍵》搬上銀幕，由川島直美主演。

## 外部連結
- 『鍵』：新字新仮名 - 青空文庫（日語）